# 深沢紅子野の花美術館 (軽井沢町)
引数
深沢紅子野の花美術館（ふかざわこうこののはなびじゅつかん）は長野県軽井沢町の軽井沢タリアセンにある美術館。1996年7月に開館した。同名の美術館が岩手県盛岡市にもある。

## 概要
一水会で活躍した岩手県盛岡市出身の洋画家深沢紅子（1903年-1993年）が1964年から20年以上にわたり夫の深沢省三とともに夏を旧軽井沢の堀辰雄山荘で過ごして野の草花を描いたという所縁から、当地に個人美術館が設立された。
館内では絵画・版画作品のほか、挿絵や装幀をした書物、深沢紅子のコレクションを展示しているほか、深沢紅子のアトリエを再現している。
塩沢湖畔に移築された1911年（明治44年）建築の木造2階建の西洋館「旧・軽井沢郵便局舎」の2階を館施設として使用する。竣工当初は旧軽井沢にあり、1971年から1995年までは軽井沢観光会館として使われていた。
建物全体が「明治四十四年館（旧軽井沢郵便局舎）」の名称で国の登録有形文化財に登録されている。

## 施設
- レストラン「ソネット」（1階）

## 利用情報
- 開館時間：午前9時～午後5時
- 所在地 - 〒389-0100 長野県北佐久郡軽井沢町塩沢湖217

## 交通アクセス
- しなの鉄道 中軽井沢駅からバスで15分、「風越公園」下車、徒歩10分

## 周辺情報
- 軽井沢タリアセン - 軽井沢高原文庫、ペイネ美術館
- ムーゼの森 - 軽井沢絵本の森美術館、エルツおもちゃ博物館
- 風越公園 - 風越アリーナ、スカップ軽井沢